# 江村海里
江村 海里（えむら みさと、1998年12月8日 - ）は、日本のモデル、モデル講師。

## 出演

### ラジオパーソナリティ
- FM滋賀「e-radio radiomax」第2週目レギュラー

### イベント
- 関西コレクション（2015s/s,a/w 2016a/w）
- HEAD presents RUN-way 1期生
- FASHION LEADERS
- Vogue fashion's night out
- 奈良コレクション
- ウォーリーコレクション
- CREATOUS MAGAZINE COLLECTION
- ULTRA VOTE PROJECT
- 食博覧会 fashion stage
- MUSIC SIRCUSNYNYヘアショー

### その他
- 2017ミスユニバースジャパン大阪ファイナリスト
- NYNY サロンモデル